# Vodice (district de Tábor)
Pour les articles homonymes, voir Vodice.
Vodice (en allemand : Woditz) est une commune du district de Tábor, dans la région de Bohême-du-Sud, en République tchèque. Sa population s'élevait à 153 habitants en 2020.

## Géographie
Vodice se trouve à 7 km à l'ouest de Pacov, à 18 km à l'est-nord-est de Tábor, à 63 km au nord-nord-est de České Budějovice et à 77 km au sud-sud-est de Prague.
La commune est limitée par Bradáčov et Pojbuky au nord, par Pacov et Cetoraz à l'est, par Obrataň au sud-est, par Dolní Hořice au sud, et par Rodná à l'ouest.

## Histoire
La première mention écrite du village date de 1432.

## Administration
La commune se compose de six quartiers :
- Vodice
- Babčice
- Domamyšl
- Hájek
- Malešín
- Osikovec